# Собор Святого Фернандо (Мальдонадо)
Собор Святого Фернандо (исп. Catedral de Maldonado) — католическая церковь в городе Мальдонадо, Уругвай. Церковь является кафедральным собором епархии Мальдонадо-Пунта-дель-Эсте. Храм освящён в честь кастильского короля Фернандо III, который является покровителем города Мальдонадо.

## История
На этом месте в середине XVIII века первоначально была построена небольшая церковь. Строительство современного храма в неоклассическом стиле началось в 1801 году. Британские вторжения значительно замедлили строительство, которое закончилось только в 1895 году.
В 1966 году Святой Престол учредил епархию Мальдонадо-Пунта-дель-Эсте и церковь святого Ферндинанда стала кафедральным собором этой новой епархии.